# John Y. Brown (1835-1904)
John Young Brown (28 de junho de 1835 – 11 de janeiro de 1904) foi um político dos Estados Unidos e o 31º governador do estado de Kentucky, ele também representou o estado na Câmara dos representantes dos Estados Unidos. Brown foi eleito para a Câmara dos representantes para três mandatos não-consecutivos, cada qual foi marcado por controvérsias. Ele foi eleito pela primeira vez em 1859, apesar dos protestos, porque que ele ainda não possuía vinte e cinco anos de idade, a idade mínima definido pela Constituição para servir no legislativo. Os eleitores do seu distrito elegeram, mas ele não pode tomar posse até a segunda sessão do Congresso, depois de possuir idade legal para o cargo. Depois de se mudar para Henderson no Kentucky, Brown foi eleito por este distrito em 1866. Nesta ocasião, foi impedido de assumir o cargo por causa de suposta deslealdade à União durante a Guerra Civil. Os eleitores de seu distrito se recusaram eleger outro representante, então o cargo permaneceu vago para o período que Brown foi eleito. Após uma tentativa mal sucedida para governador em 1871, Brown foi novamente eleito para a câmara em 1872 em três mandatos consecutivos. Durante seu período final, ele foi oficialmente censurado por ter feito um duro discurso contra o representante de Massachusetts Benjamin F. Butler. A censura foi mais tarde suprimida do registro congressional.
Após o mandato na câmara, Brown fez uma pausa na política, mas retornou para a cena política como candidato a governador de Kentucky em 1891. Ele garantiu a indicação democrata em uma eleição primária de quatro candidatos e, em seguida, convincentemente, venceu as eleições gerais sobre seu adversário republicano, Andrew T. Wood. A administração de Brown e a do Partido Democrata no estado foram divididas, de um lado os apoiantes do padrão-ouro (rigor monetário), incluindo Brown, de outro lado os defensores da "livre cunhagem de prata" (emissão de moedas de pouco valor). Brown também foi o primeiro governador que exerceu sob a constituição de Kentucky de 1891. Ele passou a maior parte do tempo do mandato adaptando o código de leis do estado para nova Constituição. Por conseguinte, pouco de significativo foi feito durante o mandato de Brown.
Brown esperava ser eleito para o Senado após seu mandato como governador. Ele já havia alienado a "facção da prata livre" de seu partido, apoiou o candidato do "padrão ouro" Cassius M. Clay Jr. para a indicação democrata na próxima eleição para governador. No entanto, as mortes de dois dos filhos de Brown terminaram seu interesse na eleição para governador e suas próprias ambições senatoriais. Na Convenção de nomeação democrata de 1899, o candidato William Goebel usou táticas questionáveis para garantir a nomeação para governador e uma facção descontente do Partido realizou uma Convenção de nomeação separada, escolhendo Brown como oponente de Goebel na eleição geral. Goebel, eventualmente, foi declarado vencedor da eleição, mas foi assassinado. Brown se tornou o assessor legal do secretário de estado de Kentucky Caleb Powers, um conspirador acusado no assassinato. Brown morreu em Henderson em 11 de janeiro de 1904.

## Início da vida
John Young Brown nasceu em 28 de junho de 1835, em Claysville (perto de Elizabethtown), Condado de Hardin no Kentucky. Filho de Thomas Dudley e Elizabeth (Young) Brown. Seu pai foi membro da assembleia legislativa do estado e foi um delegado à convenção constitucional do estado em 1849. Dois de seus tios, Bryan Rust Young e William Singleton Young, foram representantes dos Estados Unidos. Brown passou muito tempo com seu pai no Capitólio do Estado, o que despertou seu interesse precoce pela política.
Brown recebeu seus primeiros estudos nas escolas de Elizabethtown e em 1851, com a idade de dezesseis anos, matriculou-se no Centre College em Danville no Kentucky. Em 1855, ele graduou-se nesta instituição e voltou a estudar direito, no Condado de Hardin. Ele foi admitido para a prática da advocacia em 1857 e exerceu suas atividades em Elizabethtown. Sua reputação de bom orador deixou Brown em evidência, mas sua crítica ao Know Nothing Party (movimento político) atraiu ameaças contra sua vida.
Brown casou-se com Lucie Barbee em 1857, mas ela morreu no ano seguinte. Em setembro de 1860, casou-se com Rebecca Hart Dixon, a filha do ex senador Archibald Dixon. O casal teve oito filhos.

## Câmara dos representantes dos Estados Unidos
Numa reunião dos democratas locais de Bardstown no Kentucky, em 1859, Brown foi indicado para se opor a Joshua Jewett, indicado pela bancada deste na Câmara dos representantes. Apesar dos protestos gerados pelo fato de Brown possuir um ano a menos do necessário para o cargo, ele foi eleito suplantando Jewett por cerca de dois mil votos. Ele não pode assumir até a segunda sessão do Congresso por causa de sua idade. Ele se tornou membro do Comitê Nacional de Douglas em 1860 e envolveu-se em uma série de debates de apoio com os adeptos de John Breckinridge para presidente, incluindo o primo de Breckinridge, William Campbell Preston Breckinridge.

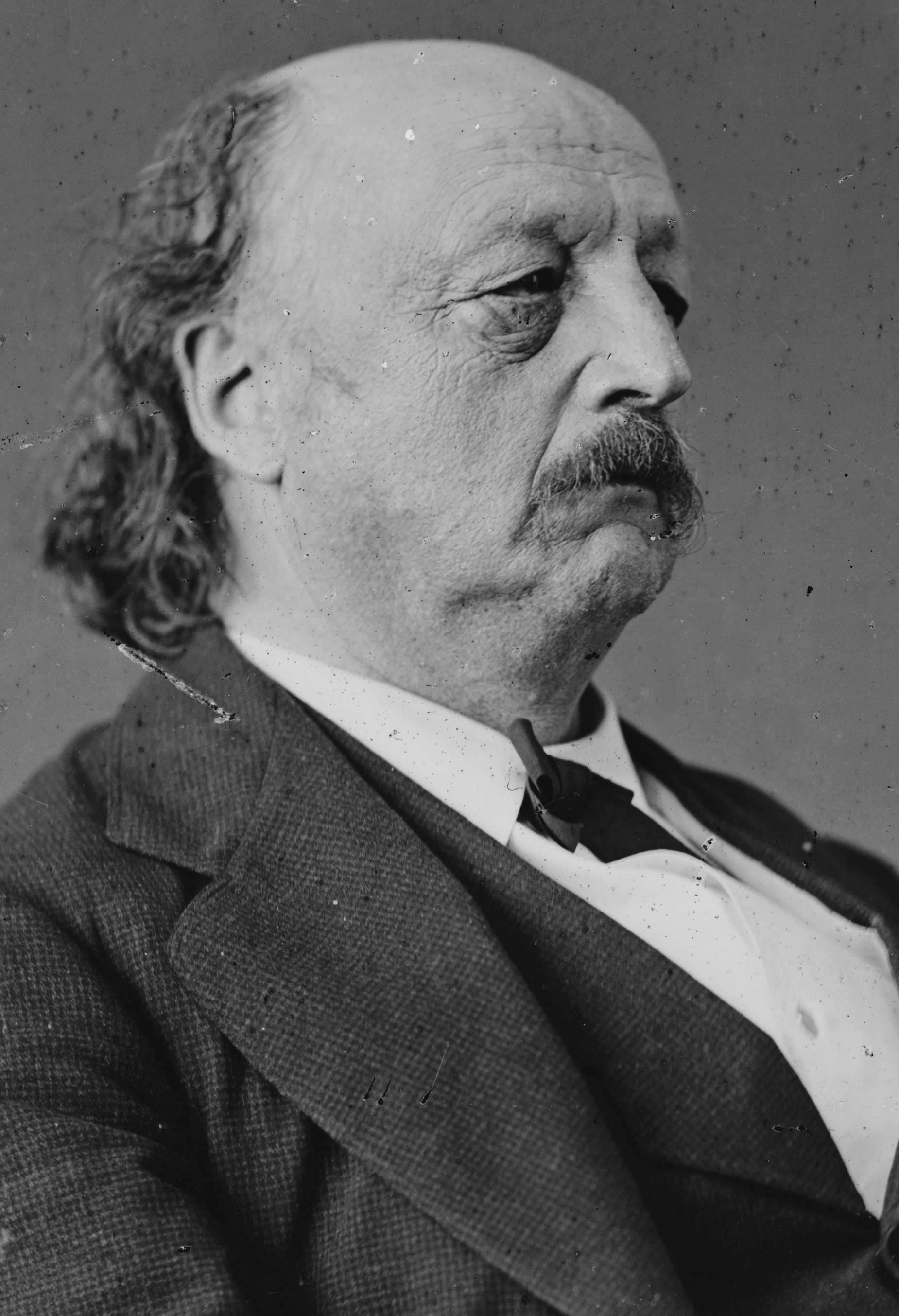
Benjamin F. Butler, foi verbalmente agredido por Brown, este por sua vez recebeu uma censura oficial da câmara dos representantes.

Não está claro exatamente quando Brown mudou-se para Henderson, Kentucky. O oficial confederado Stovepipe Johnson relata que Brown estava entre os líderes da cidade que acolheu a Henderson no início de 1862, mas outros afirmam que Brown não sediou-se em Henderson até depois da guerra. Sua simpatia durante a guerra foi decididamente com a Confederação. [a]
Brown foi reeleito para a Câmara dos representantes em 1866. Seu cargo foi declarado vago, no entanto, por causa de sua suposta deslealdade durante a guerra. Os eleitores em seu distrito recusaram-se a eleger alguém para preencher sua vaga e o governador John W. Stevenson apresentou um protesto oficial da ação da câmara, mas o cargo permaneceu vazio durante todo o 40º congresso.
O governador Stevenson renunciou ao cargo para aceitar uma vaga no Senado dos Estados Unidos e o restante de seu mandato foi preenchido por Preston Leslie presidente Pro Tempore (cargo mais alto) do Senado. Quando Leslie, que gozava de um pálido apoio de seu partido, procurou a nomeação democrata para governador em 1871, o nome de Brown surgiu entre aqueles destinados a fazer oposição contra Leslie. Depois de alguns sufrágios, no entanto, ficou claro que Brown não seria capaz de conquistar a maioria e seus partidários abandonaram seu apoio em favor de outros candidatos. No ano seguinte, Brown foi reeleito para a Câmara dos representantes por uma votação esmagadora de 10.888 para 457 e foi autorizado a assumir o seu lugar. Ele foi reeleito duas vezes, servindo até 1877.
A ação mais notável de Brown na casa foi um seu discurso em 4 de fevereiro de 1875, em resposta à proposta do representante de Massachusetts Benjamin F. Butler para a aprovação do "Civil Rights Act of 1875" (atribuía de igualdade de direitos). Referindo-se aos comentários que Butler fez no dia anterior sobre a ilegalidade contra afro-americanos no Sul, Brown afirmou que acusações injustas tinham sido feitas contra sulistas por um indivíduo "que é rejeitado em sua própria casa, pela sociedade respeitável, cujo nome é sinônimo de falsidade, que é o campeão e tem sido em todas as ocasiões, de fraude. Que é o apologista de ladrões, que é um prodígio de vícios e mesquinhez que descrevê-lo adoece a imaginação e esgota o torpe". Brown continuou por referência ao assassino notório escocês William Burke, cujo método de assassinar suas vítimas tornou-se conhecido como "Burking". Neste momento do discurso, o Presidente da Câmara James G. Blaine interrompeu Brown, perguntando se ele estava se referindo a um membro da casa. Brown deu uma resposta ambígua antes de continuar: "Se eu queria descrever tudo o que foi pusilâmine na guerra, desumana na paz, proibida na moral, e infame na política, eu deveria chamá-lo Butlerizing". A Galeria da câmara explodiu em protesto à observação de Brown e irritou os legisladores republicanos, que pediram a imediata expulsão de Brown. Embora não tenha sido expulso, ele foi oficialmente censurado pela casa pelo uso da linguagem inadequada aos parlamentares. A censura foi expurgada do registro por um Congresso subsequente.

## Eleição para governador em 1891

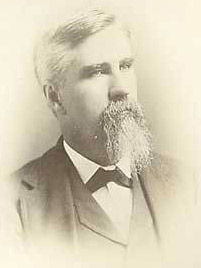
Cassius M. Clay Jr., concorrente mais próximo de Brown para nomeação democrata de governador em 1891.

Após seu mandato na câmara, Brown retomou ao seu escritório de advocacia em Louisville no Kentucky. Em 1891, ele foi um candidato para a indicação democrata para governador. Outros candidatos incluídos Cassius Marcellus Clay Jr., filho do antigo congressista Brutus J. Clay e sobrinho do abolicionista Cassius Marcellus Clay; O Dr. John Daniel Clardy, mais tarde eleito representante americano e, finalmente o procurador-geral Parker Watkins Hardin. O partido dividiu-se entre apoiantes de vários segmentos, tais como a Louisville e Nashville Railroad e os defensores dos interesses agrários. Outra divisão foi entre os mais conservadores democratas do Condado de Bourbon, que apoiaram a manutenção do "padrão de ouro" (rigidez monetária) de um lado e de outro os democratas mais progressistas, que apoiavam a "livre cunhagem de moedas de prata" (moedas de baixo valor). Os eleitores do segmento agrário ficaram divididos igualmente entre Clay e Clardy, enquanto os democratas da "prata livre" foram subdivididos igualmente entre Hardin e Clardy. Tendo vivido na parte ocidental agrária do estado a maior parte de sua vida e nunca ter desprezado a aliança dos fazendeiros poderosos, Brown era aceitável para interesses desse segmento agrário, enquanto a Louisville e Nashville Railroad viu nele um moderado sobre a questão da regulamentação empresarial. Os democratas de Bourbon também ficaram satisfeitos com sua plataforma econômica.
Iniciando a convenção de nomeação democrata, Brown pareceu ser o favorito para a nomeação. No primeiro escrutínio, ele ganhou a maioria dos votos (275), Clay (264), Clardy (190) e de Hardin (186). Durante os próximos nove sufrágios, a contagem dos votos pouco mudou. Finalmente, o Presidente da Convenção anunciou que seria abandonado o candidato que recebesse menos votos na próxima rodada de votação. Clardy recebeu menos votos e na próxima votação seus apoiantes divididos quase igualmente entre os três candidatos restantes. Hardin foi o próximo candidato a ser descartado, e Brown recebeu uma maioria sobre Clay no décimo terceiro escrutínio.
Os republicanos nomearam Andrew T. Wood, um advogado de Mount Sterling, que fracassou nas eleições anteriores para o congresso e procurador geral. Simultaneamente com a eleição para governador, eleitores do estado iriam decidir se ratificavam uma proposta de nova Constituição para o estado, em 1891. Os democratas divididos não tinham tomado nenhuma posição no documento como parte da plataforma da sua convenção, então Wood passou grande parte da campanha intimando Brown para declarar seu apoio ou oposição a nova constituição. Cerca de seis semanas antes da eleição, Brown, percebendo o forte apoio público para a nova Constituição, finalmente declarou ser favorável. Pelo restante da disputa, Wood apresentou uma suposta conspiração entre Brown e Louisville e Nashville Railroad para frustrar os significativos regulamentos corporativos, mas a questão não obteve muita atração.
Democratas e republicanos estavam preocupados com a presença de S. Brewer Erwin, candidato do partido populista recém-formado, na disputa. Ele obteve um forte apoio como um candidato alternativo, apesar do fato de muitos acreditarem que a plataforma de seu partido era radical demais. Democratas que foram mobilizados para obter mais votos do segmento agrário, ficaram especialmente preocupados que a aliança dos fazendeiros, consistindo de mais de 125 mil membros em Kentucky, pudesse endossar Erwin. Isto não ocorreu, no entanto na eleição geral, Brown derrotou Wood por uma votação de 144.168 para 116.087. Embora tenha ganho a eleição, Brown não tinha ganho uma maioria dos votos. O populista Erwin obteve 25.631 votos, nove por cento do total e uma candidatura proibida recebeu 3.292 votos.

## Governador do Kentucky
O tumulto marcou as sessões legislativas do mandato de Brown, seus partidários tinham sido relutantes ou incapazes de influenciar o resto da bancada democrata, então as tensões sobre a questão da moeda logo dividiram a administração. O procurador-geral William Jackson Hendricks, o tesoureiro Henry S. Hale e o auditor Lucas C. Norman eram todos partidários da livre cunhagem de moeda de baixo valor (prata livre) e rivalizou com Brown e seu (nomeado) secretário de estado, John W. Headley, durante todo o mandato de Brown. Ao longo do tempo, a divisão aumentou o afastamento e se espalhou para todo o Partido Democrata. Brown também freqüentemente entrou em choque com o poder legislativo e vetou vários dos projetos de lei aprovados. Nenhum dos seus vetos já foram derrubados.
Quando a assembleia geral reuniu-se no último dia de 1891, Brown relatou que tinha nomeado uma comissão para estudar o impacto da nova Constituição na legislação do estado. Ele também anunciou que o atual deficit de orçamento do Estado foi de 229 mil dólares e era esperado para chegar a quase meio milhão de dólares no final de 1893. Com estas duas grandes questões para enfrentar, a assembleia manteve-se em sessão quase contínua a partir de dezembro de 1891 até julho de 1893. A duração da sessão ganhou um apelido jocoso de "Long Parliament". A principal razão para a sessão ser estendida foi a dificuldade do cada câmara atingir um quorum. Um jornal de Louisville informou que, por um mês inteiro, o maior comparecimento na Câmara dos representantes foi 61 dos 100 membros. Consequentemente, algumas contas foram aprovadas por uma pluralidade (acordo de bancadas) em vez da maioria dos legisladores. Temendo que essas contas pudessem ser contestadas no Tribunal, Brown vetou todas.
Durante a sessão, Brown garantiu a finalização de um estudo geológico estadual, julgando-o demasiado caro. Por dispositivo constitucional a sessão regular terminou dia 16 de agosto, mas Brown convocou uma sessão especial do legislativo no dia 25 de agosto, porque importantes projetos de lei que ele havia vetado precisavam ser reescritos e aprovados e porque alguns gastos que ele tinha assinado precisavam ser alterados para ficarem de acordo com a nova Constituição. A importante legislação defendida por Brown foi aprovada pela assembleia-geral incluídas melhorias em processos de cobrança de impostos e controles mais rígidos sobre as corporações. Entre as medidas não especificamente desejadas por Brown que foram aprovadas pela assembleia geral foi uma medida de segregação racial nos trens do Estado, chamada de "separate coach law". A sessão especial durou até 1º de novembro.
Brown ganhou elogios de empresas por vetar uma proposta de aumento do imposto de ferrovias, mas logo chamaram a sua ira por evitar a fusão das duas maiores ferrovias do estado, a Louisville e Nashville Railroad e Chesapeake e Ohio Railway. Mason e Foard Company que arrendou o trabalho de presidiários para construir ferrovias, ressentiu-se das reformas prisionais de Brown. Então Brown acusou seu antecessor, Simon Bolivar Buckner, de permitir ilegalmente Mason e Foard usar o trabalho de presidiários, uma acusação que Buckner negou veementemente.
Durante a sessão legislativa de 1894, Brown defendeu e obteve a aprovação de várias medidas de eficiência do governo, incluindo um projeto de lei para transferir certas despesas governamentais do estado para os condados, um projeto de lei para reforma da impressão de contratos do estado e medidas clareando as leis que regem os asilos e instituições de caridade. O projeto de lei mais importante e que gerou mais debate, foi uma lei dando direito de propriedade individual para esposas pela primeira vez na história do estado. Outras medidas aprovadas durante a sessão incluíam uma medida de segurança básica de carvão, um estatuto de escola comum, uma medida que proibia o conluio na oferta do tabaco, novas regulamentações em armazéns de grãos e uma lei oferecendo pedágios livres. Medidas preconizadas por Brown, mas não promulgadas pela assembleia incluíam alargar as competências da Comissão de estrada de ferro do Estado, a criação dos cargos de Inspetor de banco do Estado e Superintendente de impressão pública e reforma da administração prisional, incluindo separação de detentos criminosos dos adolescentes. Brown também fez pressão para a abolição do Conselho de liberdade condicional do Estado. Quando a assembleia recusou, Brown prometeu ignorar as recomendações do Conselho.
A violência de rua foi prevalente em Kentucky durante o mandato de Brown como governador. De 1892 a 1895, haviam ocorrido 56 linchamentos no estado. Durante um incidente notável, um juiz de Cincinnati recusou-se a extraditar um homem negro suspeito de atirar em um homem branco, em Kentucky. A decisão do juiz baseou-se na sua opinião de que o acusado era susceptível de ser vítima de linchamento se voltasse para o Kentucky. Em contestação da decisão do juiz, o governador Brown tentou justificar alguns casos de violência que tinham ocorrido no estado no passado, declarando "é muito lamentável que ocasionalmente tivemos violência de turba nesta Comunidade, mas sempre foi quando as paixões do povo tenham sido inflamadas pela Comissão dos mais atrozes crimes".

## Últimos anos e morte
Foi amplamente conhecido o desejo de Brown de eleger-se para o Senado, quando seu mandato de governador terminou em 1896. Os principais candidatos do Partido Democrata para suceder Brown como governador eram seus antigos rivais, Cassius M. Clay, Jr. e Parker Watkins Hardin, e Brown acreditava que ele precisaria de apoio do seu eventual sucessor para garantir a vaga no Senado. Já havia afastado Hardin e seus aliados da "prata livre" (livre cunhagem de moeda de baixo valor), Brown lançou seu apoio à Clay. Uma tragédia familiar em breve iria tirar seu interesse na disputa, no entanto. Em 30 de outubro de 1894, a filha adolescente de Brown Susan morreu de tuberculose. Alguns meses mais tarde, seu filho, Archibald Brown de Dixon, divorciou-se de sua esposa, posteriormente foi descoberto que ele estava tendo um caso extraconjugal. Movido por uma denúncia anônima, o marido de sua amante, encontrou o casal em um bordel em Louisville, sacou sua pistola e atirou contra sua esposa e Archibald Brown, matando os dois. Diante da série de tragédias familiares, o governador Brown escreveu para Clay, "não serei candidato para o Senado. As calamidades dos meus filhos, o que tem acontecido recentemente, fazem de mim inadequado para a disputa. Minha dor é tão grave que, como um vampiro negro da noite, que parece ter sugado e secado muito artérias e veias de minha ambição". Clay passou a perder a nomeação para Hardin. Brown se recusou a endossar Hardin, então o Partido Democrata dividido viu o republicano William O. Bradley ser eleito, o partido teve então o seu primeiro governador de Kentucky. Apesar do proclamado desinteresse de Brown para a cadeira do Senado, ele recebeu um voto durante a tumultuada eleição do Senado de 1896 para substituir o senador J. C. S. Blackburn.

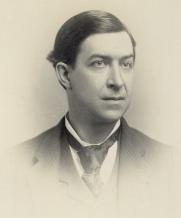
William Goebel, o nome escolhido em vez de Brown para eleição governamental de 1899

Após seu mandato como governador, Brown voltou novamente a sua prática de direito em Louisville. Ele foi um candidato para a Câmara dos representantes em 1896, perdendo para o republicano Walter Evans. Ele mais tarde diria que tinha apenas concorrido com o a finalidade de melhorar o apoio eleitoral democrata para a candidatura presidencial de William Jennings Bryan de 1896. Antes da convenção de nomeação democrata de 1899, Brown foi mencionado como um possível candidato para governador, mas ele se recusou a candidatura. Quando a Convenção começou, ele foi mencionado como um candidato a Presidente da Convenção, mas ele também se recusou a presidir.
Apesar de sua proclamada falta de interesse na nomeação para governador, o nome de Brown foi inserido como um candidato no primeiro escrutínio, junto com Parker Watkins Hardin, antigo congressista William J. Stone e William Goebel, presidente Pro Tempore (cargo mais alto do senado) do Senado do estado. A convenção mergulhou no caos quando um acordo amplamente conhecido entre Stone e Goebel, projetado para afastar Hardin da corrida, falhou. Como a votação continuou durante os próximos quatro dias (exceto domingo), sem que nenhum candidato recebesse uma maioria, Brown continuou a receber alguns votos em cada votação. Finalmente, os delegados da Convenção decidiram excluir o candidato com o menos votos em cada rodada até que um candidato obteve uma maioria. Isto resultou na nomeação do Goebel algumas rodadas após.
Seguindo a Convenção, os democratas descontentes começaram a falar em rejeitar o candidato do seu partido e propuseram outra Convenção de nomeação. Brown se tornou o líder deste grupo, a "Liga da eleição honesta". Os planos para a nova Convenção foram feitos em uma reunião de 2 de agosto de 1899, em Lexington, Kentucky. A nomeação foi oficializada em uma convenção realizada naquela cidade no dia 16 de agosto. Além de Brown, a "Liga da eleição Honesta" indicou uma chapa completa de candidatos para os outros cargos do estado.
Brown abriu sua campanha com um discurso em Bowling Green, em 26 de agosto de 1899. Ele respondeu muitas alegações que tinham sido feitas sobre ele, incluindo alegações de que ele tinha secretamente procurado a nomeação para governador democrata durante aquele período, que tinha ambições de suceder o senador William Joseph Deboe, então na sequência da Convenção de nomeação, ele concordou em falar em nome do indicado Goebel. Brown admitiu que ele desejava a cadeira no Senado do senador Deboe e que ele concordou em aceitar a nomeação para governador que tinha sido oferecido a ele, mas ele negou que ele já tinha acordado falar em nome de Goebel. A saída do senador Blackburn também foi entendida pelo que Brown espalhara o partido novamente, tal qual havia feito com Stephen Douglas contra John C. Breckinridge para presidente em 1860. Brown respondeu, citando um artigo por William Jennings Bryan's Omaha World-Herald que reivindicava o direito de um indivíduo votar contra o candidato de seu partido, se o indivíduo fosse considerado um candidato inapto.
Devido à sua idade e problemas de saúde, Brown era capaz de falar apenas uma vez por semana. Em um evento de campanha em Madisonville, ele desafiou Goebel para um debate, mas Goebel ignorou o desafio. Brown e outros oradores inscritos em nome de sua campanha, freqüentemente chamavam a atenção para a recusa de Goebel de aceitar o desafio ou acordar para um debate. Quando William Jennings Bryan veio para o estado para a campanha de Goebel, Brown enviou-lhe uma carta desafiando a repudiar a nomeação do Goebel por causa do acordo fracassado entre Goebel e Stone. Bryan se recusou a comentar sobre os eventos da Convenção e ressaltou a importância da lealdade do partido. Ele denunciou a Convenção da "Liga da eleição honesta" como irregular e inválida.
A campanha de Brown vacilou quando a disputa chegou ao fim. Duas semanas antes da eleição, Brown foi ferido em uma queda em Elizabethtown. Como resultado da lesão, ele foi confinado em sua casa e não pode entregar seus discursos de campanha, apesar de várias tentativas para permitir que ele falasse em uma cadeira ou cadeira de rodas. A contagem da votação final apontou o republicano William S. Taylor com uma maioria pequena de 193.714 votos para 191.331 do Goebel. Brown ganhou apenas 12.140 votos.
Goebel solicitou novas eleições em vários condados. Enquanto as solicitações eram julgadas, Goebel foi baleado por um assassino desconhecido. Goebel, finalmente, foi declarado vencedor da eleição, mas morreu pelos seus ferimentos, dois dias após ser empossado no cargo. Entre os acusados de assassinato de Goebel estava o Secretário de estado do governador Taylor, Caleb Powers. Powers contratou Brown como seu advogado durante seu primeiro julgamento, que terminou com uma condenação em julho de 1900. Brown morreu em 11 de janeiro de 1904, em Henderson e foi enterrado no cemitério de Fernwood naquela cidade. Ele foi homônimo mas não tem relação com o congressista de Kentucky do século XX John Y. Brown, Sr.